# Cubitanthus alatus
Cubitanthus alatus là một loài thực vật có hoa trong họ Tai voi. Loài này được (Cham. & Schltdl.) Barringer mô tả khoa học đầu tiên năm 1984.